# Distrito de Huanca

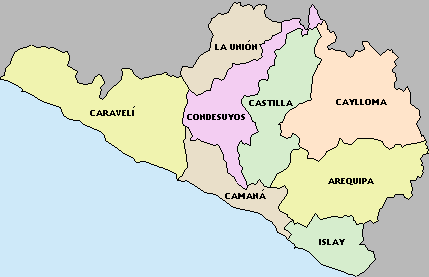
Provincias de Arequipa.

El distrito de Huanca es uno de los veinte distritos que conforman la provincia de Caylloma en el Departamento de Arequipa, bajo la administración del Gobierno regional de Arequipa, en el sur del Perú.
Desde el punto de vista jerárquico de la Iglesia católica forma parte de la Arquidiócesis de Arequipa.

## Historia
El distrito fue creado mediante Ley 5677 del 14 de febrero de 1927, durante el gobierno del presidente Augusto B. Leguía.

## Cañón del Pichirigma
Aunque tienen de mil metros de desnivel, destaca por su misterio, espectacularidad y colorido. Sobre cada montaña se asienta una ciudadela con arquitectura inca-provincial. Todas inaccesibles igual que sus andenerías rodeadas de precipicios.

## Autoridades

### Municipales
- 2011-2014[4]
  - Alcalde: Enrique Cerafin Gómez Begazo, del Movimiento Decide (D).
  - Regidores: Andrés Gaspar Gallegos Condori (D), Emir José Huarca López (D), Gerardo Serafín Capira Vilca (D), Lusmila Vilca Chávez (D), Andrés Justo Neira Huayllazo (Arequipa Renace).

- 2015-2018
- ALCALDE: ABOG. ROSEL HUARCA HUAYLLAZO  
  - REGIDORES: EDIN DANILO NEYRA HUAMANI, VICTOR FELIX HERRERA RIQUELME, DEYLI ESTHEFANY LÓPEZ BARRERA, RENZO JUAN QUICAÑA ORURO, OLGER RAYMUNDO RIQUELME VILCA

### Religiosas
- Párroco[5]
  - Parroquia Santiago Apóstol: Pbro. José Bautista Sotomayor.

## Festividades
- San Antonio
- Santiago
- Señor de Huanca
- Santa Rosa